# Hippolyt Kempf
Hippolyt Marcel Kempf  (Luzern, 10 december 1965) is een Zwitsers noordse combinatieskiër.

## Carrière
Kempf behaalde zijn grootste succes tijdens zijn olympisch debuut in 1988 met de gouden medaille individueel en de zilveren medaille bij het nieuwe onderdeel estafette. Kempf werd vanwege zijn olympische gouden medaille verkozen tot Zwitsers Sportpersoon van het Jaar. Kempf won in zijn carrière vijf wereldbekerwedstrijden. Kempf won in 1989 tijdens de wereldkampioenschappen de zilveren medaille op de estafette, individueel was hij als vierde geëindigd. Kempf won in 1994 de olympische bronzen medaille op de estafette.

## Belangrijkste resultaten

### Olympische Winterspelen
| Editie | Plaats      | Resultaten                    |
| ------ | ----------- | ----------------------------- |
| 1988   | Calgary     | individueel · estafette       |
| 1992   | Albertville | 26e individueel 10e estafette |
| 1994   | Lillehammer | 6e individueel · estafette    |

### Wereldkampioenschappen noordse combinatie
| Jaar | Plaats     | Resultaten                  |
| ---- | ---------- | --------------------------- |
| 1987 | Oberstdorf | 6e individueel 5e estafette |
| 1989 | Lahti      | 4e individueel · estafette  |